# Szalpikon

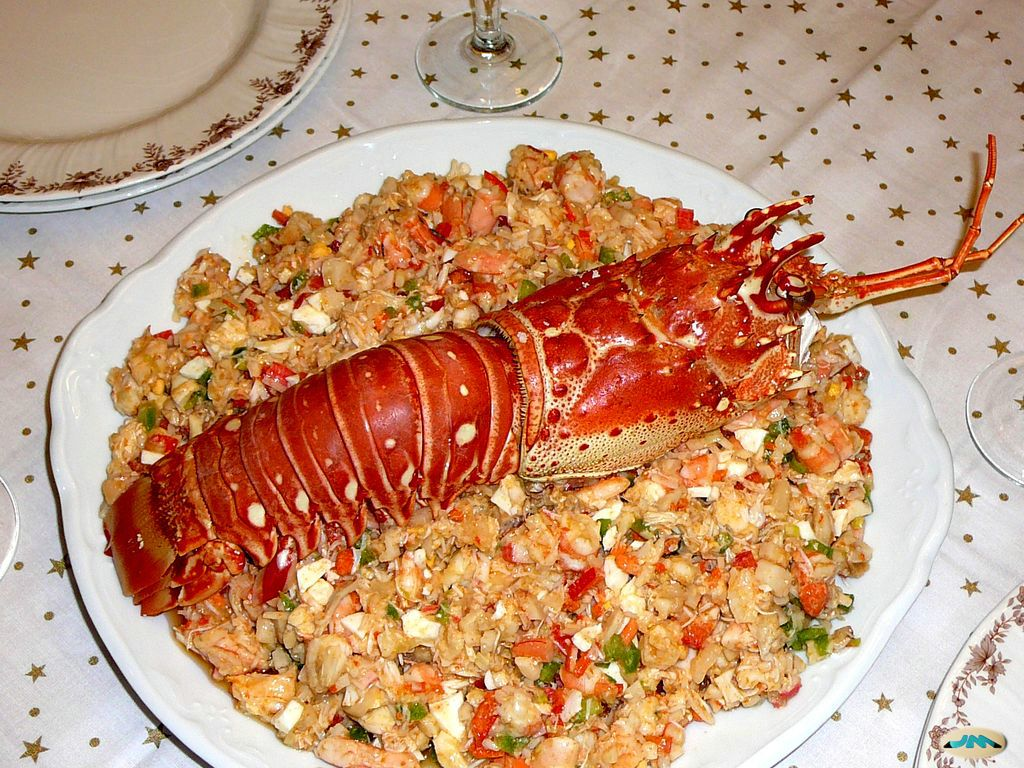
Tenger gyümölcsei szalpikon
Tálalás latin-amerikai konyha szerint

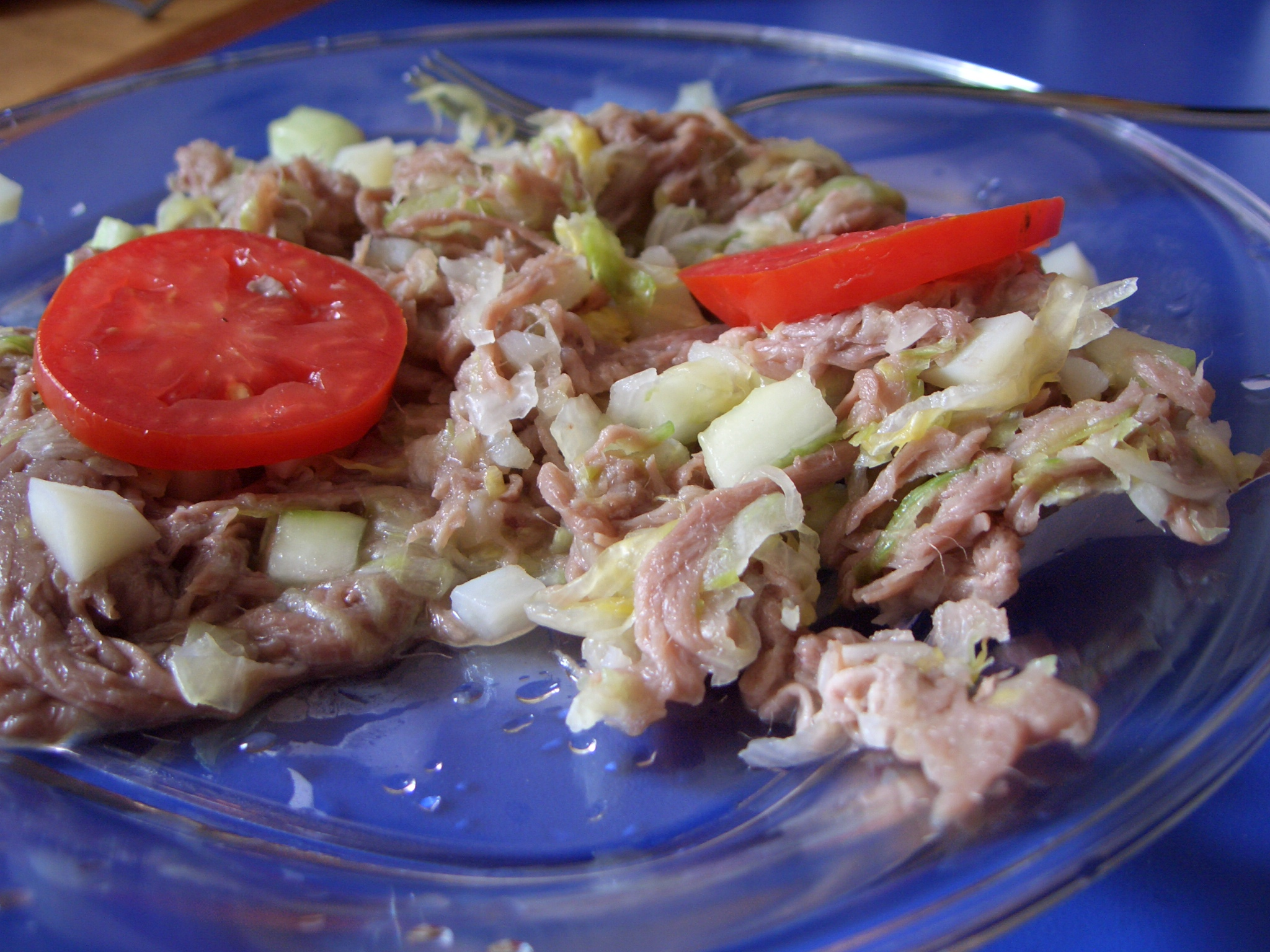
Salpicón de res (Marhahúsos szalpikon tál)

A szalpikon egy ételfajta; általában egy vagy több aprított hozzávaló, mártással és fűszerekkel összekeverve. A kiinduló alapanyag lehet vagdalt, darált, vagy kockázott hús, hal, zöldség, esetenként gyümölcs és/vagy ezek fűszeres-sós-édes keveréke. 
A kifejezés és az étel spanyol eredetű, ezt vették át az egész világon és erre a fajta ételre használják a vendéglátóiparban és konyhákban. 

## Összetétele
A szalpikont eredetileg kedvelt spanyol meleg főételként tálalták; manapság is nagyon jellemző fogás Spanyolország jelentős részén bárokban és éttermekben, de általában már hidegen fogyasztják, vagy tapasként szolgálják fel; a vízparti sávokban leginkább főtt tenger gyümölcseivel kínálják. Különböző változatai széles körben fellelhetők az összes latin-amerikai konyhában, ahol a szalpikont leginkább tostada, tortilla, enchilada, taco,stb. töltelékeként használják már. A mexikói és több közép-amerikai konyhában ezt a kifejezést általában egy bizonyos salátakeverékre értik, ami vékonyra szeletelt, vagy apróra vágott sülthús (legtöbbször marha), hagyma, oregano, chilipaprika, avokádó, paradicsom és ecet elegye (mint nálunk a Cézár saláta); ezt a keveréket az előzőleg felsorolt tésztákba is töltik, de kedvelt az édes paprikába töltött szalpikon is (hasonlít a mi töltött paprikánkhoz). Hondurasban nyúlhúst használnak marha helyett. 
A világ többi része a híres francia séf, Auguste Escoffier 1903-ban írt, Konyhaművészeti útmutató című művében olvashatott először a szalpikonról, mint ételről, és innen ismerhette, vagy tanulhatta meg annak elkészítési módjait. Először a neves szállodák, luxushajók konyháiból kerültek ki ilyen elnevezésű ételek, az éppen akkor változó felszolgálási rend szerint "[[orosz módra]]"; leginkább előételként szerepeltek a különleges szalpikonok az ételsorokban, mint például a Salpicon Ecrevisse (rákfark, mirigy, gomba, truffe((szarvasgomba)) rákszósszal).

## A szó eredete
A spanyol salpicar egy szóösszetétel: a sal (só) és picar (aprítás, darabolás, vágás), aminek régi jelentése magyarul így hangzana: sós vagdalt, vagy fűszeres húsvagdalék. Az szó értelme idővel megváltozott, manapság a salpicar azt jelenti: permetezni, meghinteni, szórni, fröcskölni, locsolni.

## Az étel története
Hagyományosan ezt az ételt darabolt sertésszalonnából készítették, amelyet apróra vágott hússal kevertek össze (eredetileg marhahússal, a tehénhús olcsóbb részeivel: salpicón de res), majd borsot, sót, ecetet és különféle zöldségeket adtak hozzá, végül petrezselyemzöldet és újhagymát. Mindezt a keveréket lassan pörkölték és sült hagymakarikákkal díszítették.

## Érdekességek
Kolumbiában a szalpikon egy élénkvörös színű gyümölcskoktél, amely görögdinnye és/vagy vörösnarancslé, valamint szódavíz hűtött keveréke.
Angol nyelvterületen sokszor hodgepodge (zagyvalék, csumicsinga), vagy medley (keverék, fűszeres húsvagdalék) névvel is említik.

## Irodalmi utalások
Ez a szó megtalálható régi spanyol irodalmi művekben.

Sebastián de Covarrubias y Orozco szótárában, a Tesoro de la Lengua castellana -ban, Ospañola (1611) így szerepel a meghatározása az ételnek: "carne picada y aderezada con sal" (sózott, fűszeres aprított hús).

Miguel de Cervantes művében, Don Quijote (1615) kalandjaiban két helyen is előfordul az étel, amikor is Alonso Quijano megemlíti, hogy mit eszik naponta:

"Egy nagy tál szalpikont, ami inkább marhából legyen, mint birkából, ezt legtöbbször éjszaka eszem; és szalonnás-kolbászos-tojásrántottásos szalpikont vasárnap ...";

máshol pedig:

"... marha szalpikont eszek hagymával...",

itt az író közli a hagyományos felszolgálási módot is.

Erre az ételre hivatkozik a spanyol Francisco de Quevedo is az Obra Poética-ban:

"con mondadientes en ristre y jurando de aquí yace perdiz, donde el salpicón tiene por tumba el gaznate"

Kutatások kimutatták, hogy a XVIII. század végén a "plato de salpicón de vaca" (tehénhúsos szalpikon tál) nagyon elterjedt a szegényebb spanyol rétegek között, mivel a lakosság többsége ehhez az ételhez könnyen és olcsón hozzáfért, amint ezt a régi irodalmi források is igazolják.

## Könyvek
- Auguste Escoffier: Le Guide Culinaire. Flammarion, Paris, 1903
- Larousse Gastronomique, Crown Publishers (1961)